# Hortipes fortipes
Hortipes fortipes är en spindelart som beskrevs av Jan Bosselaers och Rudy Jocqué 2000. Hortipes fortipes ingår i släktet Hortipes och familjen flinkspindlar.
Artens utbredningsområde är Ekvatorialguinea. Inga underarter finns listade i Catalogue of Life.